# Alexis Toussaint de Gaigne
Alexis Toussaint de Gaigne (1741-12 de marzo de 1817) fue un militar y escritor.

## Biografía
Alexis sirvió como oficial de ingenieros en el ejército austriaco en calidad de ayudante de campo asignado al cuartel general del conde de Daun, generalísimo de las armas austriacas.
Alexis fue un prolífico escritor y la lista de sus obras pueden hallarse en Bibliographie de la France y entre ellas un diccionario militar, un proyecto sobre la organización de la lotería, una comedia en un acto y en prosa y una enciclopedia de poesía, fragmentos de piezas por orden alfabético de sus autores y la última palabra del tomo 18 es VIEILLESSE (Dictionnaire polychreste).

## Obras
- Manuel ou Journée militaire, 1776,1791 en 1.º
- Mon historie au trente-un et celle de lous ceux... , 1799, en 12.º.
- On m'y a force, París, 1801, en 8.º.
- Militarische Handbuch, Ettinger, 1778.
- Encyclopédie poétique, 1778-83, 18 volúmenes en 8.º
- La partie de chasse des écoliers..., París, 1800.
- Nouveau dictionnaire militaire a l'usage de toutes les armes qui composent les armees de terre,..., París, 1802 en 8.º.
- Guide militaire, París, 1812.
- Entretien entre un partisan de la loterie connue et l'inventeur d'une nouvelle loterie proposee pour la cosntruction d'un canal de París a Dieppe, París, 1816, en 4.º.
- Otras